# Волошка Конки
Волошка Конки, волошка конківська, волошка Конкова (Centaurea konkae) — рослина роду волошка родини айстрові.

## Опис
Гемікриптофіт. Дворічна трав'яна рослина з міцним вертикальним коренем. Стебло прямостояче, близько 50 см заввишки, гладеньке, слабопавутинисте, вгорі розгалужене, зі стрункими гілками. Листки пірчасторозсічені, їх частки лінійні, до 3,5 мм завширшки, по краю дрібнопильчасті, гострошорсткі. Кошики поодинокі, обгортка майже куляста, 15-16 мм завдовжки і до 17 мм завширшки, черепичаста, її листочки жовтуваті, шкірясті, ланцетні, придатки всіх листочків — плівчасті, тонкі, прозорі, на спинці килюваті, притиснуті до листочків обгортки. Віночки блідо-пурпурні, у серединних двостатевих квіток 14-16 мм завдовжки. Сім'янка темно-бура, з білуватими реберцями, 3,5-5 мм завдовжки, її чубок 4,2-5,5 мм завдовжки, трохи довший від сім'янки. Цвіте у липні-вересні, плодоносить у серпні-вересні. Розмножується насінням.

## Поширення
Причорномор'я.

### Поширення в Україні
В Україні — Лівобережний Степ (Запорізька область, Василівський район, о-ви Каховського моря — Великі Кучугури, навпроти сіл Плавні і Кам'янське; Дніпропетровська область, Царичанський район, околиці смт. Курилівка. За регіонами: Дніпропетровська та Запорізька області. Популяції малочисельні, представлені подинокими особинами, рідше невеликими групами.

### Умови місцезростання
Зростає на відкритих піщаних дюнах та боровій терасі р. Дніпра та р. Конки. Мезоксерофіт, псамофіт.

## Загрози, охорона
Загрозами є слабке відновлення виду, антропогенне навантаження на екосистеми р. Дніпра і р. Конки (підвищення рівня води, руйнація островів Каховського водосховища та рекреація). Занесена до Червоної книги України, природоохоронний статус — зникаючий. Занесений до Європейського червоного списку. Охороняється у орнітологічному заказнику загальнодержавного значення «Великі і Малі Кучугури».